# Брунталь (район)
Район Брунталь (чеш. Okres Bruntál) — один из 6 районов Моравско-Силезского края Чехии. Административным центром является город Брунталь, однако крупнейший город района — Крнов. Площадь составляет 1536,06 км², население — 98 858 человек (плотность населения — 64,36 человек на 1 км²). Район состоит из 67 населённых пунктов, в том числе из 9 городов.